# Warehouse: Songs and Stories
Warehouse: Songs and Stories é o sexto e último álbum de estúdio da banda Hüsker Dü, lançado em Janeiro de 1987.
Deste álbum saíram os singles "Could You Be the One?", "She's a Woman (And Now He Is a Man)" e "Ice Cold Ice". O disco atingiu o nº 117 da Billboard 200.

## Faixas
1. "These Important Years" – 3:49
2. "Charity, Chastity, Prudence, and Hope" – 3:11
3. "Standing in the Rain" – 3:41
4. "Back from Somewhere" – 2:16
5. "Ice Cold Ice" – 4:23
6. "You're a Soldier" – 3:03
7. "Could You Be the One?" – 2:32
8. "Too Much Spice" – 2:57
9. "Friend, You've Got to Fall" – 3:20
10. "Visionary" – 2:30
11. "She Floated Away" – 3:32
12. "Bed of Nails" – 4:44
13. "Tell You Why Tomorrow" – 2:42
14. "It's Not Peculiar" – 4:06
15. "Actual Condition" – 1:50
16. "No Reservations" – 3:40
17. "Turn It Around" – 4:32
18. "She's a Woman (And Now He Is a Man)" – 3:19
19. "Up in the Air" – 3:03
20. "You Can Live at Home" – 5:25

## Créditos
- Bob Mould – Guitarra, vocal
- Grant Hart – Bateria, vocal
- Greg Norton – Baixo, vocal